# Diócesis de Calbayog
La diócesis de Calbayog (en latín: Dioecesis Calbayogana, en inglés: Roman Catholic Diocese of Calbayog y samareño: Diosesis han Calbayog) es una circunscripción eclesiástica de la Iglesia católica en Filipinas. Se trata de una diócesis latina, sufragánea de la arquidiócesis de Palo. Desde el 5 de enero de 2007 su obispo es Isabelo Caiban Abarquez.

## Territorio y organización
La diócesis tiene 5591 km² y extiende su jurisdicción sobre los fieles católicos de rito latino residentes en la provincia de Sámar de la región de Bisayas Orientales en la isla de Sámar.
La sede de la diócesis se encuentra en la ciudad de Calbayog, en donde se halla la Catedral de los Santos Pedro y Pablo.
En 2021 en la diócesis existían 46 parroquias.

## Historia
La diócesis fue erigida el 10 de abril de 1910, tomando el territorio de la diócesis de Cebú (hoy arquidiócesis de Cebú). Originalmente era sufragánea de la arquidiócesis de Manila.
El 28 de abril de 1934 pasó a formar parte de la provincia eclesiástica de la arquidiócesis de Cebú.
El 28 de noviembre de 1937 cedió una porción de su territorio para la erección de las diócesis de Palo (hoy arquidiócesis) mediante la bula Si qua in orbe del papa Pío XI.
El 22 de octubre de 1960 cedió una porción de su territorio para la erección de la diócesis de Borongan mediante la bula Quod sacri Calbayogani del papa Juan XXIII.
El 5 de diciembre de 1974 cedió una porción de su territorio para la erección de la diócesis de Catarmán mediante la bula Quae ampliores del papa Pablo VI.
El 15 de noviembre de 1982 se convirtió en sufragánea de la arquidiócesis de Palo.

## Estadísticas
Según el Anuario Pontificio 2022 la diócesis tenía a fines de 2021 un total de 745 592 fieles bautizados.
| Año                                                                             | Población            | Población | Población      | Sacerdotes | Sacerdotes    | Sacerdotes    | Bautizados por sacerdote | Diáconos permanentes | Religiosos | Religiosos | Parroquias |
| Año                                                                             | Bautizados católicos | Total     | % de católicos | Total      | Clero secular | Clero regular | Bautizados por sacerdote | Diáconos permanentes | Varones    | Mujeres    | Parroquias |
| ------------------------------------------------------------------------------- | -------------------- | --------- | -------------- | ---------- | ------------- | ------------- | ------------------------ | -------------------- | ---------- | ---------- | ---------- |
| 1950                                                                            | 751 100              | 758 300   | 99.1           | 51         | 51            |               | 14 727                   |                      |            | 18         | 37         |
| 1958                                                                            | 862 470              | 898 484   | 96.0           | 82         | 70            | 12            | 10 517                   |                      | 15         | 40         | 51         |
| 1970                                                                            | 580 802              | 601 062   | 96.6           | 14         |               | 14            | 41 485                   |                      | 17         | 30         | 32         |
| 1980                                                                            | 451 000              | 455 000   | 99.1           | 36         | 31            | 5             | 12 527                   |                      | 8          | 20         | 25         |
| 1990                                                                            | 623 000              | 648 000   | 96.1           | 33         | 29            | 4             | 18 878                   |                      | 4          | 39         | 27         |
| 1999                                                                            | 540 190              | 563 703   | 95.8           | 54         | 46            | 8             | 10 003                   |                      | 49         | 49         | 27         |
| 2000                                                                            | 628 882              | 661 981   | 95.0           | 49         | 41            | 8             | 12 834                   |                      | 41         | 46         | 26         |
| 2001                                                                            | 609 068              | 641 124   | 95.0           | 56         | 48            | 8             | 10 876                   |                      | 30         | 45         | 26         |
| 2002                                                                            | 620 153              | 652 792   | 95.0           | 52         | 44            | 8             | 11 926                   |                      | 29         | 42         | 26         |
| 2003                                                                            | 631 439              | 664 673   | 95.0           | 54         | 46            | 8             | 11 693                   |                      | 39         | 40         | 26         |
| 2004                                                                            | 642 931              | 676 770   | 95.0           | 54         | 48            | 6             | 11 906                   |                      | 43         | 46         | 26         |
| 2006                                                                            | 668 000              | 702 000   | 95.2           | 65         | 57            | 8             | 10 276                   |                      | 40         | 38         | 27         |
| 2013                                                                            | 752 000              | 789 000   | 95.3           | 76         | 68            | 8             | 9894                     |                      | 47         | 33         | 32         |
| 2016                                                                            | 731 542              | 770 045   | 95.0           | 81         | 72            | 9             | 9031                     |                      | 60         | 32         | 34         |
| 2019                                                                            | 761 830              | 792 960   | 96.1           | 90         | 79            | 11            | 8464                     |                      | 71         | 39         | 34         |
| 2021                                                                            | 745 592              | 793 183   | 94.0           | 81         | 71            | 10            | 9204                     |                      | 37         | 55         | 46         |
| Fuente: Catholic-Hierarchy, que a su vez toma los datos del Anuario Pontificio. |                      |           |                |            |               |               |                          |                      |            |            |            |

## Episcopologio
- Pablo Singzon † (12 de abril de 1910-9 de agosto de 1920 falleció)
  - Sede vacante (1920-1923)
- Sofronio Hacbang y Gaborni † (22 de febrero de 1923-3 de abril de 1937 falleció)
- Michele Acebedo y Flores † (16 de diciembre de 1937-25 de julio de 1958 falleció)
- Manuel Platon Del Rosario † (25 de julio de 1958 por sucesión-11 de diciembre de 1961 nombrado obispo de Malolos)
- Cipriano Urgel Villahermosa † (22 de marzo de 1962-12 de abril de 1973 nombrado obispo de Palo)
- Ricardo Pido Tancinco (8 de marzo de 1974-21 de abril de 1979 renunció)
- Sincero Barcenilla Lucero † (10 de diciembre de 1979-11 de octubre de 1984 renunció)
  - Sede vacante (1984-1994)
- Maximiano Tuazon Cruz † (20 de diciembre de 1994-13 de enero de 1999 retirado)
- Jose Serofia Palma (13 de enero de 1999-18 de marzo de 2006 nombrado arzobispo de Palo)
- Isabelo Caiban Abarquez, desde el 5 de enero de 2007